# ジョン・スミス (醸造家)

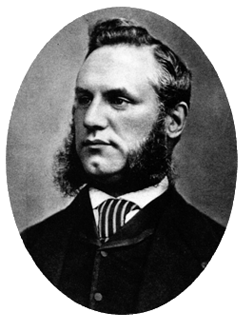
John Smith

ジョン・スミス（John Smith、1824年3月18日 - 1879年9月9日）は、イングランドの醸造家。ノース・ヨークシャー州タドカスターに現在も存続しているジョン・スミス・ブルワリーの経営者として最もよく知られている。

## 経歴
スミスは、1824年3月18日、リーズに、地元出身の裕福な肉屋でなめし革屋でもあったサミュエル・スミス (Samuel Smith) の5人の子どもたちの長子として生まれた。
1847年、ジョン・スミスは、父から提供された資金で、バックハウス・アンド・ハートリー醸造所 (the Backhouse & Hartley brewery) を買収した。スミスが買収したタイミングは絶妙で、すぐにポーターに代わってペールエールが人々の人気を最も集めるビールとなり、また、タドカスターの硬水がこの新しい醸造法に適していたことが明らかになった。1850年代から1860年代に成功を収め、さらに鉄道が到来したことによって、醸造家たちにはより大きな機会が訪れ、1861年にスミスは新たに8人を雇い入れて醸造とモルティングの事業に当たらせた。
19世紀の最後の四半世紀には、この事業は相当の規模に達した。スミスは、1879年9月9日にタドカスターで死去し、遺された資産は45,000ポンド弱（2013年現在の330万ポンド程度に相当）に上り、ふたりの弟たち、ウィリアム（William：ジェントルマン）とサミュエル（Samuel：サミュエル・スミス・ブルワリー創業者、なめし革屋）が共同でこれを相続した。